# 大阪府市町村職員共済組合
大阪府市町村職員共済組合（おおさかふしちょうそんしょくいんきょうさいくみあい）は、地方公務員等共済組合法に基づき設立された大阪府の市町村職員共済組合。なお、大阪市は大阪市職員共済組合として独自に運営しているため、加入していない。また、同じ政令指定都市である堺市は加入している。

## 沿革
- 1955年1月1日 - 市町村職員共済組合法に基づき大阪府市町村職員共済組合設立

## 加入自治体
- 堺市
- 岸和田市
- 豊中市
- 池田市
- 吹田市
- 泉大津市
- 高槻市
- 貝塚市
- 守口市
- 枚方市
- 茨木市
- 八尾市
- 泉佐野市
- 富田林市
- 寝屋川市
- 河内長野市
- 松原市
- 大東市
- 和泉市
- 箕面市
- 柏原市
- 羽曳野市
- 門真市
- 摂津市
- 高石市
- 藤井寺市
- 東大阪市
- 泉南市
- 四條畷市
- 交野市
- 大阪狭山市
- 阪南市
- 島本町
- 豊能町
- 能勢町
- 忠岡町
- 熊取町
- 田尻町
- 岬町
- 太子町
- 河南町
- 千早赤阪村

## 宿泊施設

### シティプラザ大阪
本組合が所有するホテル。地下部分を駐車場、一階にはフロント、レストラン、ロビーなどを配置。2階から5階に婚礼関連施設、宴集会場、チャペルを設置。6階から11階には宿泊施設 203室を備え、12階は機械室、13階から14階にはスパ（温浴）施設、温水プールなどを設置している。
- 構造 - 地上14階地下2階
- 建築面積 – 8,220m2
- 延床面積 – 31,000m2
- 設計 – 日建設計
- 施工 – 大林組